# 加兹登 (亚拉巴马州)
加兹登（英語：Gadsden）位于美国亚拉巴马州北部，是埃托瓦县的县治。
根据2000年美国人口普查，加兹登共有38,978人，其中白人占62.69%、非裔美国人占34%。
Template:埃托瓦縣 (亚拉巴馬州)